# El Haçaiba
El Haçaiba est une commune de la wilaya de Sidi Bel Abbès en Algérie.

## Géographie

### Situation
| Moulay Slissen        | Moulay Slissen            | Mezaourou                |
| Aïn Tallout (Tlemcen) | El Haçaiba                | Mezaourou; Aïn Tindamine |
| Aïn Tallout (Tlemcen) | Oued Sebaa; Aïn Tindamine | Aïn Tindamine            |